# Повуа-де-Сан-Мігел
Повуа-де-Сан-Мігел (порт. Póvoa de São Miguel; МФА: [ˈpɔ.vu.ɐ dɨ ˈsɐ̃w mi.ˈgɛɫ]) — парафія в Португалії, у муніципалітеті Мора (Бежа). Розташована в південній частині країни, на теренах історичної португальської провінції Алентежу. Входить до складу округу Бежа. За адміністративним поділом, чинним до 1976 року, терени парафії були складовою провінції Нижнє Алентежу. Належить до Безької діоцезії Католицької церкви. Патрон — святий Михаїл. Площа — 187,0793 км². Населення — 888 ос. (2011). Слабо урбанізований регіон. Густота населення — 4,75 осіб/км²
. Код — 021002.

## Населення
| Кількість мешканців | Кількість мешканців | Кількість мешканців | Кількість мешканців | Кількість мешканців | Кількість мешканців | Кількість мешканців | Кількість мешканців | Кількість мешканців | Кількість мешканців | Кількість мешканців | Кількість мешканців | Кількість мешканців | Кількість мешканців | Кількість мешканців |
| ------------------- | ------------------- | ------------------- | ------------------- | ------------------- | ------------------- | ------------------- | ------------------- | ------------------- | ------------------- | ------------------- | ------------------- | ------------------- | ------------------- | ------------------- |
| 1864                | 1878                | 1890                | 1900                | 1911                | 1920                | 1930                | 1940                | 1950                | 1960                | 1970                | 1981                | 1991                | 2001                | 2011                |
| 1 265               | 1 120               | 1 448               | 1 406               | 1 767               | 1 963               | 2 187               | 3 191               | 2 563               | 2 921               | 1 541               | 1 511               | 1 218               | 1 094               | 888                 |